# Cileduk
Cileduk is een bestuurslaag in het regentschap Bekasi van de provincie West-Java, Indonesië. Cileduk telt 12.343 inwoners (volkstelling 2010).